# Monte Bìvera
Il monte Bìvera (Beischperkouvl nell'idioma saurano , La Bivare in friulano 2.474 m s.l.m.) è una montagna della Carnia, in provincia di Udine, che separa la Val Lumiei (Sauris) a nord, dall'Alta Val Tagliamento (Forni di Sopra) a sud. Dalla cima si gode un ampio panorama, esteso dalla catena dei Tauri a nord, alle Dolomiti ad ovest, alla pianura veneto-friulana fino all'Alto Adriatico a sud.

## Ascensioni
La via normale è un itinerario di tipo escursionistico: da Sauris si sale fino a Casoni Piazza, quindi per il bosco, attraversando il rio d'Aven si arriva alla Casera Chiansavei, quindi si prosegue per pascoli a sud e poi a est alla forcella fra il Clap Savon a destra e il Bivera a sinistra, da dove si giunge in pochi minuti alla vetta.
Oppure si giunge in auto fino a casera razzo. Da lì in circa 1 ora a casera chiansavei su strada bianca. Dalla casera in circa un'ora e trenta si giunge alla forcella del bivera per sentiero che passa prima tra un bosco di larici, poi prato e infine ghiaione. Dalla forcella per ghiaie e roccette in venti minuti si giunge in vetta.